# Nie jesteś sobą
Nie jesteś sobą (ang. You're Not You) – amerykański film fabularny z 2014 roku.
Odtwórczyni głównej roli zdobyła już dwukrotnie Oscara dla najlepszej aktorki. Film powstał na podstawie debiutanckiej powieści Michelle Wildgen „You're not you” 
Zdjęcia do filmu wykonano w Los Angeles, w listopadzie 2012 roku.

## Fabuła
Bec, studentka, zatrudnia się jako opiekunka Kate – pianistki cierpiącej na poważną chorobę. Mąż artystki, jej matka i koleżanki nie są zachwyceni nową opiekunką.

## Obsada
- Hilary Swank jako Kate
- Emmy Rossum jako  Bec
- Josh Duhamel jako  Evan, mąż Kate
- Frances Fisher jako matka Kate
- Marcia Gay Harden jako Elizabeth
- Loretta Devine jako Marilyn
- Ali Larter jako  Keely
- Jason Ritter jako Will
- Julian McMahon jako  Liam
- Ernie Hudson jako John
- Mike Doyle jako Tom
- Stephanie Beatriz jako  Jill
- Andrea Savage jako Alyssa
- Beau Knapp jako Jackson
- Jim Gunter